# Henri Bellocq
Henri Bellocq (Bordeaux, 16 dicembre 1884 – Parigi, 5 settembre 1959) è stato un calciatore francese, di ruolo centrocampista centrale o destro.

## Carriera

### Club
Ha militato dal 1908 al 1911 nell'Étoile des Deux Lacs, società con cui vince due Championnat de France de football FGSPF nel 1911 e 1912, ed un Trophée de France nel 1912.

### Nazionale
Venne convocato nella nazionale di calcio francese, con cui disputò sei incontri amichevoli.
Esordì in nazionale il 9 maggio 1909, nell'incontro amichevole contro il Belgio, terminata 5-2 per i Diavoli Rossi.
Partecipante alla prima partita della nazionale italiana, vinta 6-2 dalla formazione della penisola, segnò il primo gol subito dalla stessa Italia.
L'ultimo match con la casacca dei blues è datato 1º gennaio 1911, nella sconfitta francese per 3-0 contro l'Ungheria.

## Statistiche

### Cronologia presenze e reti in nazionale[3]
| Cronologia completa delle presenze e delle reti in nazionale ― Francia | Cronologia completa delle presenze e delle reti in nazionale ― Francia | Cronologia completa delle presenze e delle reti in nazionale ― Francia | Cronologia completa delle presenze e delle reti in nazionale ― Francia | Cronologia completa delle presenze e delle reti in nazionale ― Francia | Cronologia completa delle presenze e delle reti in nazionale ― Francia | Cronologia completa delle presenze e delle reti in nazionale ― Francia | Cronologia completa delle presenze e delle reti in nazionale ― Francia |
| Data                                                                   | Città                                                                  | In casa                                                                | Risultato                                                              | Ospiti                                                                 | Competizione                                                           | Reti                                                                   | Note                                                                   |
| ---------------------------------------------------------------------- | ---------------------------------------------------------------------- | ---------------------------------------------------------------------- | ---------------------------------------------------------------------- | ---------------------------------------------------------------------- | ---------------------------------------------------------------------- | ---------------------------------------------------------------------- | ---------------------------------------------------------------------- |
| 09/05/1909                                                             | Bruxelles                                                              | Belgio                                                                 | 5 – 2                                                                  | Francia                                                                | Amichevole                                                             | -                                                                      |                                                                        |
| 22/05/1909                                                             | Gentilly                                                               | Francia                                                                | 0 – 11                                                                 | Inghilterra                                                            | Amichevole                                                             | -                                                                      |                                                                        |
| 03/04/1910                                                             | Gentilly                                                               | Francia                                                                | 0 – 4                                                                  | Belgio                                                                 | Amichevole                                                             | -                                                                      |                                                                        |
| 16/04/1910                                                             | Brighton                                                               | Inghilterra                                                            | 10 – 1                                                                 | Francia                                                                | Amichevole                                                             | -                                                                      |                                                                        |
| 15/05/1910                                                             | Milano                                                                 | Italia                                                                 | 6 – 2                                                                  | Francia                                                                | Amichevole                                                             | 1                                                                      |                                                                        |
| 01/01/1911                                                             | Charentonneau                                                          | Francia                                                                | 0 – 3                                                                  | Ungheria                                                               | Amichevole                                                             | -                                                                      |                                                                        |
| Totale                                                                 |                                                                        | Presenze                                                               | 6                                                                      |                                                                        | Reti                                                                   | 1                                                                      |                                                                        |

## Palmarès
- Championnat de France de football FGSPF: 2

Étoile des Deux Lacs: 1911, 1912
- Trophée de France: 1

Étoile des Deux Lacs: 1912